# Huta (Kalisz)
Pour les articles homonymes, voir Huta.
Huta est une localité polonaise de la gmina de Ceków-Kolonia, située dans le powiat de Kalisz en voïvodie de Grande-Pologne.